# Primtalszetafunktionen
Inom matematiken primtalszetafunktionen en analogi av Riemanns zetafunktion som har undersökts av Glaisher 1891. Den definieras som följande oändliga serie som konvergerar för {\displaystyle \Re (s)>1}:
{\displaystyle P(s)=\sum _{p\,\in \mathrm {\,primtal} }{\frac {1}{p^{s}}}.}

## Egenskaper
Av Eulerprodukten för Riemanns zetafunktion ζ(s) följer det att
{\displaystyle \log \zeta (s)=\sum _{n>0}{\frac {P(ns)}{n}}}
som med Möbiusinversion ger
{\displaystyle P(s)=\sum _{n>0}\mu (n){\frac {\log \zeta (ns)}{n}}}
Då s närmar sig 1 är {\displaystyle P(s)\sim \log \zeta (s)\sim \log \left({\frac {1}{s-1}}\right)}.
Detta används i definitionen av Dirichletdensitet.
Om vi definierar följden
{\displaystyle a_{n}=\prod _{p^{k}\mid n}{\frac {1}{k}}=\prod _{p^{k}\mid \mid n}{\frac {1}{k!}}}
är
{\displaystyle P(s)=\log \sum _{n=1}^{\infty }{\frac {a_{n}}{n^{s}}}.}
Primtalszetafunktionen är relaterad till Artins konstant enligt
{\displaystyle \ln C_{\mathrm {Artin} }=-\sum _{n=2}^{\infty }{\frac {(L_{n}-1)P(n)}{n}}}
där Ln är det n-te Lucastalet.